# Feltham
Feltham är en ort i Storbritannien.   Den ligger i grevskapet Greater London och riksdelen England, i den södra delen av landet, 21 km väster om huvudstaden London. Feltham ligger 22 meter över havet och antalet invånare är 24 325.
Terrängen runt Feltham är mycket platt. Runt Feltham är det mycket tätbefolkat, med 1 313 invånare per kvadratkilometer. Närmaste större samhälle är Slough, 14,4 km nordväst om Feltham. I omgivningarna runt Feltham växer i huvudsak blandskog.